# Глухарьова Марія Павлівна
Марія Павлівна Глухарьо́ва (20 березня 1927, Добре Поле — 8 червня 2015, Феодосія) — український учитель географії, дійсний член Географічного товариства СРСР та Українського географічного товариства з 1981 року, Герой Соціалістичної Праці.

## Життєпис
Народилася 20 березня 1927 року в селі Доброму Полі (нині селище в Хомутовському районі Курської області Російської Федерації) у селянській сім'ї. Батько працював колгоспним бригадиром, мати виконувала польові роботи. До німецько-радянської війни закінчила шість класів сільської семирічної школи, переходячи з класу в клас з похвальними грамотами. Після закінчення війни, у 1947 році, закінчила середню школу. Згодом поступила на заочне відділення Курського педагогічного інституту, навчалась на природничо-географічному факультеті.
Перший викладацький досвід здобула у семирічній школі села Романового того ж району. Потім, до 1955 року, працювала завучем у семирічній школі села Ольховки. Протягом 1955—1957 років викладала біологію в середній школі робітничої молоді № 4 міста Костянтинівки Донецької області Української РСР. 1957 року переїхала до Феодосії, де працювала завучем і викладачем географії в середній школі № 6, а з 1960 до 2002 року — учителем географії в школі № 2.
За час педагогічної діяльності стала відмінником освіти СРСР, була старшим вчителем, вчителем-методистом, вчителем вищої категорії, нагороджена кількома медалями. У 1978 році, за великі заслуги в справі навчання і комуністичного виховання учнів, їй надано звання Героя Соціалістичної Праці з врученням ордена Леніна (№ 430047) і медалі «Серп і Молот» (№ 19077).
Автор багатьох публікацій з методики викладання та виховання. Обиралась депутатом Феодосійської міської ради трьох скликань. Померла у Феодосії 8 червня 2015 року.